# برایان برودهرست
برایان برودهرست (انگلیسی: Brian Broadhurst; ۲۴ نوامبر ۱۹۳۸ – ۲۰۰۶ (۶۷−۶۸ سال)) بازیکن فوتبال اهل بریتانیا بود.
از باشگاه‌هایی که در آن بازی کرده‌است می‌توان به باشگاه فوتبال چسترفیلد، باشگاه فوتبال هینور تاون، و باشگاه فوتبال لیمینگتون اشاره کرد.